# Glenea pseudornatoides
Glenea pseudornatoides là một loài bọ cánh cứng trong họ Cerambycidae.